# Kamp Nieuw-Milligen
Kamp Nieuw-Milligen is een Nederlandse legerplaats gelegen tussen Oud-Milligen en Nieuw-Milligen, oorspronkelijk bedoeld om nieuwe paarden te beleren. Het droeg oorspronkelijk de naam Kamp Milligen en het westelijke deel is tegenwoordig een grondstation van de Koninklijke Luchtmacht dat als radarstation dient voor de bewaking van het Nederlandse luchtruim in NAVO-verband en tot 2018 voor luchtverkeersleiding van militaire vliegtuigen. Tevens is het andere, oostelijke en tevens grootste terrein van het kamp in gebruik door de Koninklijke Landmacht en de Koninklijke Marechaussee als respectievelijk werkplaats en voertuigpool en als trainingslocatie. 
Oorspronkelijk stond medio 2029 gepland voor totale vernieuwing van de kazerne volgens de laatste eisen en technieken, maar wegens milieutechnische bezwaren is dat uitgesteld. De kazerne zal dan in gebruik worden genomen door onderdelen van de Koninklijke Marine: operationele eenheden van het Korps Mariniers uit Doorn, en NLMARSOF

## Oprichting
Op 21 augustus 1860 stelde koning Willem III het Remonte Depôt officieel ter beschikking aan het Eerste regiment Infanterie uit Grave. Het regiment bestond uit soldaten, manegewagens, paarden, personeel en geschutstukken. Ook marketentsters waren aanwezig. Op het kamp werden de paarden getraind voor hun taken. Er was een paardenziekenbarak, Lombok genaamd. Ook een hospitaal werd op het terrein gevestigd.
Gedurende de Eerste Wereldoorlog was het een mobilisatiekamp. Hierna werd het ontruimd. In 1919 werd een deel van de door Duitsland vrijgelaten krijgsgevangenen hier opgevangen in afwachting van hun repatriëring. Zo kwamen hier Fransen en Serviërs terecht. Van deze laatsten overleden 29 aan de gevolgen van de Spaanse griep in het hospitaal. Voor hen werd een monument opgericht, dat op de  Nederlands-hervormde begraafplaats van Garderen staat.

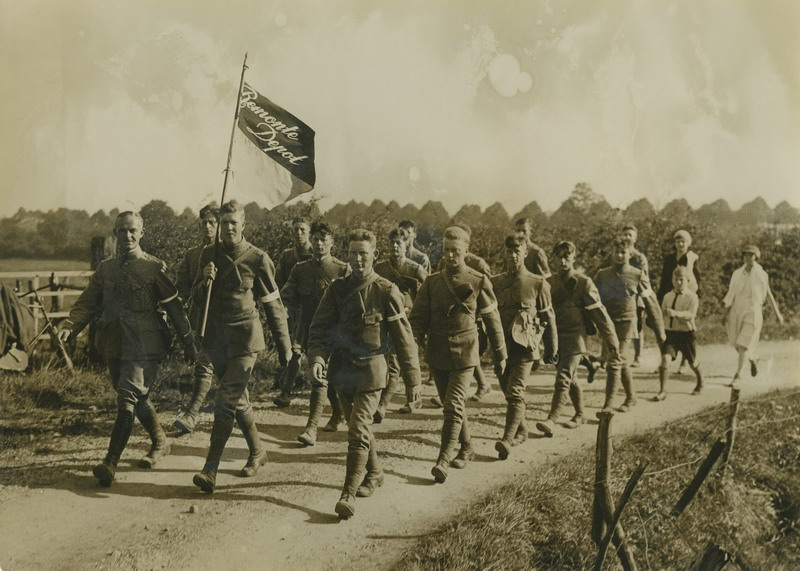
Het detachement van het Remonte Depot uit Nieuw-Milligen onder commando van de wachtmeester J. Bakker op het parcours van 50 km tijdens de 21e Vierdaagse (juli 1931).

## Noodlandingsterrein/luchtvaartterrein
In de jaren 1920 en '30 was er aan de westkant naast het kamp een vliegterrein aangelegd voor eventuele uitwijkmanoeuvres bij problemen onderweg naar de Harskamp. Veelal werd dit terrein gebruikt voor vliegtuigen van de LVA die ordonnansdiensten verrichten. De landingsplaats was zelfs al in die tijd officieel gepubliceerd in de AIP (Aeronautical Information Publication) Netherlands van 1930.

## Duitse bezetting
Gedurende de bezetting stond het depot tot augustus leeg en werd in het hospitaalgebouw de opleidingsschool van de Koninklijke Marechaussee gevestigd. Enkele maanden later werd het kamp door de Duitsers gevorderd voor hun paarden (1200-1600). Veel inwoners van Uddel werden tewerkgesteld in kamp Nieuw-Milligen. Na de bevrijding van Apeldoorn kwam het op 17 april 1945 tot een slag tussen de Canadese troepen en de nog in het kamp achtergebleven Duitse parachutisten. Aan beide zijden vielen slachtoffers.

## Navigatie Station Veluwe
In februari 1950 vond een troepenverplaatsing van de kwartiermakers van de LVA met het personeel voor het “Navigatie Station Veluwe” (NSV) plaats in konvooi. Er werden radarantennes, zoals tussen 1957-1973 de zogenaamde 109-1 tot en met 109-5, genoemd naar de SGR-109 radar hoogtezoeker van Philips op half ingegraven bunkers geplaatst. Deze plek waar deze radars stonden heeft daardoor de naam Convooi gekregen. Dit vormde de aanzet tot Navigatie Station Veluwe. In 1952 werd het oude hospitaalgebouw dat in verval was geraakt weer voor gebruik gereed gemaakt en er worden barakken bijgebouwd.
Vanaf 1953 werd het kamp geleidelijk steeds verder in gebruik genomen. In 1957 werd op het Convooi de eerste bunker in gebruik genomen, waarmee het een luchtmachtonderdeel is geworden, het Navigatie Station Veluwe. Door de komst in 1958 van de gevechtsleiding, het Sector Operations Centre (SOC) vanuit Driebergen, ontstond SOC/CRC, het huidige 710 CRC Sqn. In 1964 werd vanuit Hilversum de luchtverkeersleiding, het Military Air Traffic Control Centre (MilATCC) toegevoegd, het huidige 711 LVL Sqn. Met het vervallen van de SOC taak veranderde de naam van het onderdeel in CRC/MilATCC, midden jaren '90 van de twintigste eeuw kreeg het onderdeel haar huidige naam: Air Operations Control Station Nieuw Milligen, afgekort als AOCS NM.
Beide squadrons werden in de U-barakken ondergebracht. De zogenaamde groene keet deed dienst als operationsroom tot 1970.

## AOCS NM
Heden ten dage is op het terrein van Kazerne Kamp Nieuw-Milligen het gevechts- en verkeersleidingscentrum Air Operations Control Station Nieuw Milligen (AOCS NM) van de Luchtmacht gevestigd, alsmede het Kamp Nieuw-Milligen in gebruik bij de Landmacht en de Koninklijke Marechaussee. De luchtruimcontrolepost is een van de drie NAVO-instellingen in Nederland.